# Chicken Every Sunday
Chicken Every Sunday (Um Marido Impossível, no Brasil) é um filme estadunidense de 1949 dirigido por George Seaton. O roteiro escrito por Seaton e Valentine Davies é baseado na peça de 1944 de mesmo nome de Julius J. Epstein e Philip G. Epstein, que foi baseado no livro de memórias de Rosemary Taylor.

## Elenco
- Dan Dailey ..... Jim Hefferan
- Celeste Holm ..... Emily Hefferan
- Colleen Townsend ..... Rosemary Hefferan
- William Frawley ..... George Kirby
- Alan Young ..... Geoffrey Lawson
- Natalie Wood ..... Ruth Hefferan
- Connie Gilchrist ..... Millie Moon
- Veda Ann Borg ..... Rita Kirby
- William Callahan ..... Harold Crandall
- Porter Hall ..... Sam Howell
- Whit Bissell ..... Mr. Robinson
- Katherine Emery ..... Mrs. Lawson
- Roy Roberts ..... Harry Bowers
- Hal K. Dawson ..... Jake Barker
- Percy Helton ..... Mr. Sawyer
- Mary Field ..... Miss Gilly
- Anthony Sydes ..... Oliver
- H. T. Tsiang . . . . . Charley
- Loren Raker ..... Mr. Lawson
- Junius Matthews ..... Deacon Wilson
- Dick Ryan ..... Bartender

## Recepção da crítica
Na época do lançamento do filme, Bosley Crowther, do The New York Times, resumiu que o filme "tende a monotonia". TVGuide.com deu ao filme 2½ de quatro estrelas e o chamou de "comédia leve ... divertida, mas mal dirigida". 